# Квіткокол чорногорлий
Квіткокол чорногорлий (Diglossa brunneiventris) — вид горобцеподібних птахів родини саякових (Thraupidae). Мешкає в Андах.

## Опис

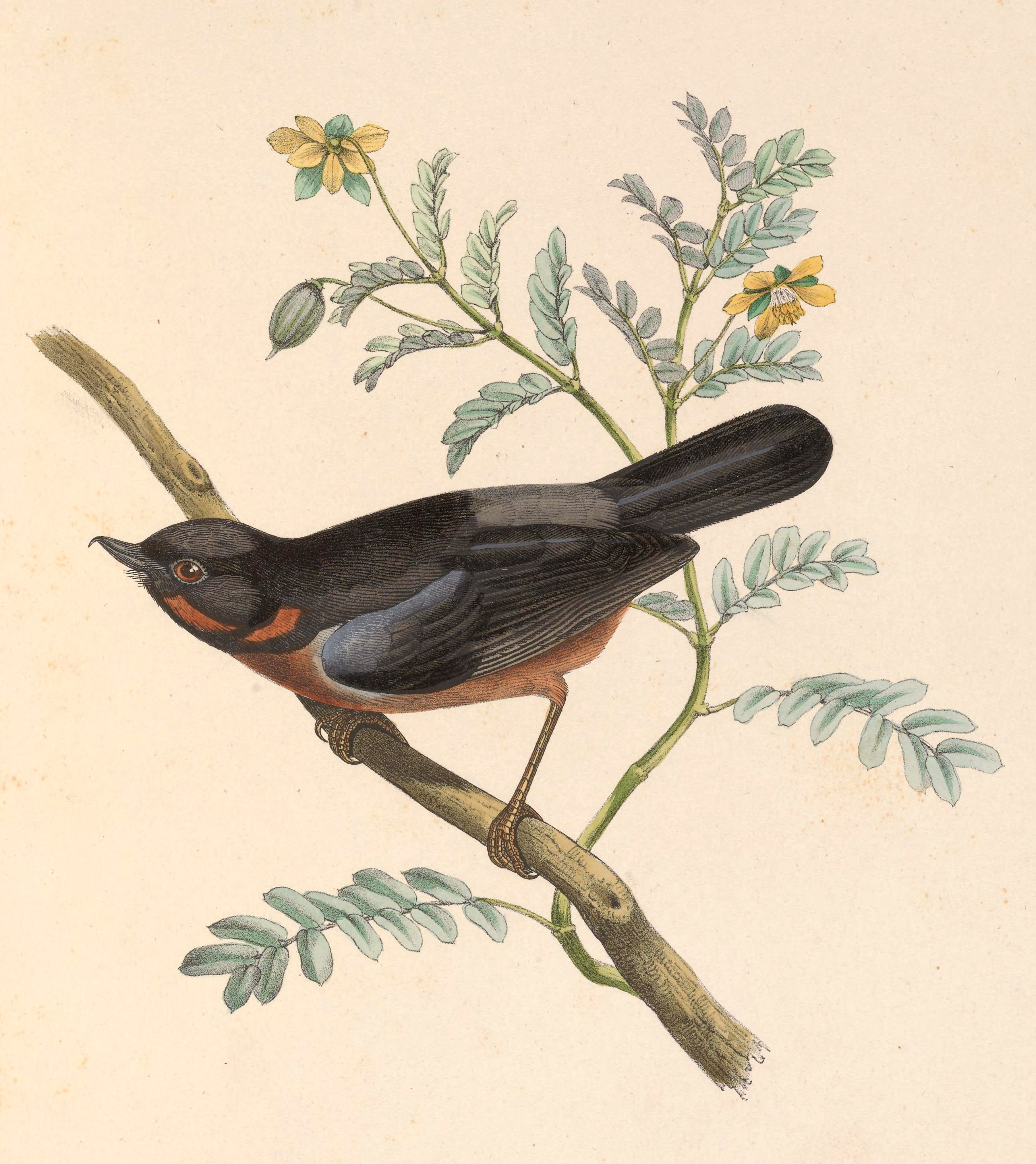
чорногорлий квіткокол

Довжина птаха становить 14 см. Виду не притаманний статевий диморфізм. Верхня частина тіла, чорна, плечі і надхвістя синювато-сіре. Горло чорне, нижня частина тіла рудувато-коричнева або каштанова, на щоках рудувато-коричневі смужки. Боки сірі. Дзьоб чорний, вигнутий догори, на кінці гачкуватий.

## Підвиди
Виділяють два підвиди:
- D. b. vuilleumieri Graves, GR, 1980 — Західній і Центральний хребти Колумбійських Анд, Північноантіокійське плато[es];
- D. b. brunneiventris Lafresnaye, 1846 — Анди в Перу (на південь від центральної Кахамарки) до північного Чилі (Аріка) і північно-західної Болівії (Ла-Пас).

## Поширення й екологія
Чорногорлі квіткоколи мешкають в Перу, Чилі і Болівії, а також локально в Колумбії. Вони живуть на узліссях гірських тропічних лісів, у високогірних чагарникових заростях та на високогірних луках. Зустрічаються парами або невеликими зграйками, переважно на висоті від 2500 до 4000 м над рівнем моря. Іноді приєднуються до змішаних зграй птахів. Живляться нектаром.